# Szymon z Perei
Szymon z Perei (zm. 4 p.n.e.) – były pereański niewolnik Heroda Wielkiego, który ogłosił się po jego śmierci królem. W koronie poprowadził bandę buntowników, aby podpalać i rabować królewskie pałace i własności w Jerychu oraz w innych okolicach. Dowódca piechoty Heroda, Gratus, ruszył w pościg, dopadł uciekającego Szymona i ściął go, a jego ludzie zmasakrowali wielu Pereańczyków. Tym samym położono kres efemerycznemu panowaniu.
Zaraz po śmierci Heroda Wielkiego wielu podniosło bunt w tzw. wojnie Warusa o której pisze Józef Flawiusz, ale Szymona wymienia także Tacyt: Po śmierci Heroda niejaki Szymon, nie czekając na rozkazy Cezara, tytuł króla sobie przywłaszczył. Ukarał go zarządca Syrii, Kwintyliusz Warus, a poskromionym narodem synowie Heroda w trzech częściach rządzili.
W 2000 roku odkryty został tzw. kamień Jeselsohna, który prawdopodobnie zamieszcza informację o zmartwychwstaniu Szymona z Perei. Według izraelskiego historyka Israela Knohla był on pierwszym Mesjaszem przed Jezusem Chrystusem i to na nim Jezus miał się wzorować w sposobie nauczania. Hipoteza ta nie jest potwierdzona przez innych historyków.
W dokumencie National Geographic pt. Pierwszy Jezus? (The First Jesus?) opublikowano debatę na temat hipotezy Knohla.

### Opracowania
- Geza Vermes, Kto był kim w czasach Jezusa, Warszawa 2006, str. 219-220, ISBN 83-241-2481-0